# Chlorops cuneata
Chlorops cuneata är en tvåvingeart som först beskrevs av Becker 1912.  Chlorops cuneata ingår i släktet Chlorops och familjen fritflugor. Inga underarter finns listade i Catalogue of Life.